# Récif Louisa
Le récif Louisa, également nommé Nantong Jiao (南通礁) par les chinois et Terumbu Semarang Barat Kecil en Malais de Brunei, est un récif situé dans la partie sud des îles Spratleys. Il se situe à 128 km au sud-sud-ouest du récif Swallow.
En malais, Terumba Semarang Barat Kecil signifie littéralement « le petit récif Semarang occidental », par opposition à un « grand récif Semarang occidental », (le récif Royal Charlotte) au sud-ouest.

## Description
Le récif est situé à 205 km au large de la pointe Tanjung Baram, située sur la côte nord-est de l'État de Sabah, et à plus de 210 km au large de Kuala Belait, sur la côte nord-ouest de Brunei.
Le récif est un atoll sans passe récifale, formé de corail et de roches coralliennes. Il s'élève d'une eau très profonde par des flancs très abrupts.
Le récif Louisa est de forme ovale, faisant approximativement 1,5 km d'est en ouest et 0,5 km du nord au sud.
Le récif est essentiellement sous-marin, mais une partie émerge à marée basse, et quelques éléments rocheux restent émergés y compris à marée haute.
Il y a quelques plages sableuses aux extrémités nord-ouest et sud-ouest, mais il est généralement difficile d'y trouver un mouillage, suivant le vent et les courants. Le mouillage le plus sûr à proximité est le lagon du récif Swallow.

## Histoire
Le récif est situé dans la zone économique exclusive du Brunei. Il est revendiqué par plusieurs pays.
- En 1947, le gouvernement de la république de Chine l'inclut dans son périmètre avec sa ligne en neuf traits.
- En 1988, le Brunei en revendique la souveraineté.
- En 1988, la Chine y établit une borne de pierre, immédiatement retirée par la Malaisie.
- En 1993, le récif Louisa est sous le contrôle effectif de la Malaisie.
- Le 16 mars 2009, la Malaisie et Brunei signent un accord reconnaissant la revendication du Brunei.

La Malaisie y avait installé un feu maritime, mais semble avoir abandonné toute revendication sur le récif au profit de son voisin le Brunei. Le feu maritime se situe à l'extrémité sud-ouest, et le point culminant se situe à l’extrémité sud-est.

## Tourisme
On y trouve d'abondantes formations coralliennes intactes, et de grandes quantités de corail « corne de cerf » (Acropora cervicornis) sur les flancs nord et ouest. Les plages sablonneuses au sud et à l'ouest du feu maritime sont des points appréciés pour la plongée de nuit

## Articles connexes

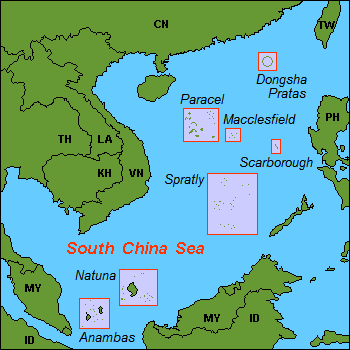
Ensembles de la mer de Chine méridionale.

### Liens externes

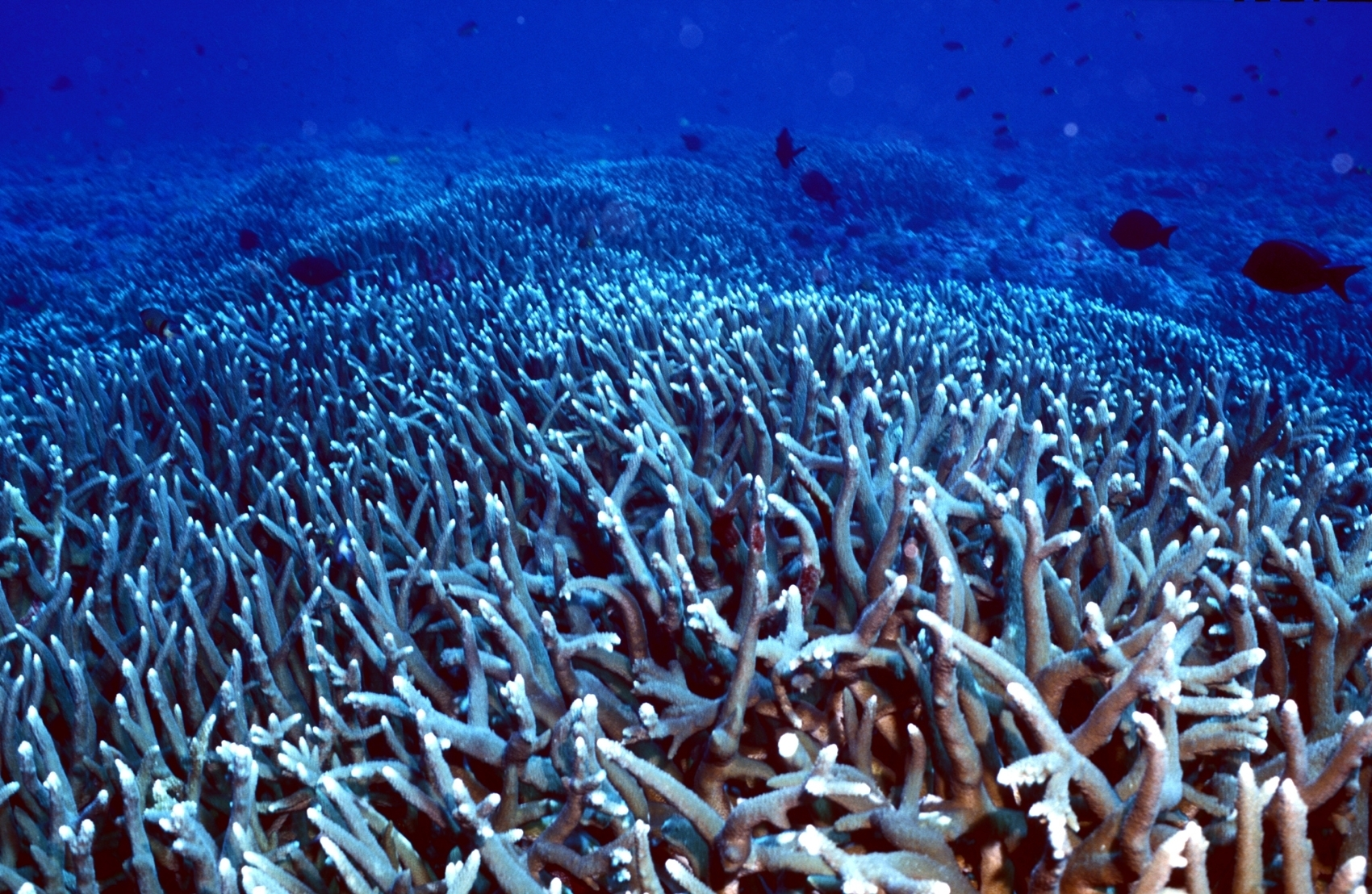